# نیروی سیار وانواتو
نیروی سیار وانواتو (به انگلیسی: Vanuatu Mobile Force) گروه کوچک و سیاری از ۳۰۰ داوطلب است که نیروی نظامی وانواتو را تشکیل می‌دهد. وظیفه اصلی این واحد نظامی کمک به نیروی پلیس واناتو است.    